# Modern Talking
Modern Talking a fost un grup german synthpop format din Dieter Bohlen și Thomas Anders. Muzica lor a fost deseori clasificată ca europop. Este grupul cu cel mai mare succes din Germania. Au avut un număr de single-uri ce au ajuns în top cinci în multe țări. Unele dintre cele mai populare single-uri sunt: "You're My Heart, You're My Soul", "You Can Win If You Want", "Cheri Cheri Lady", "Brother Louie", "Atlantis Is Calling (S.O.S. for Love)" și "Geronimo's Cadillac".

## Istorie
| Imagine indisponibilă |  | Imagine indisponibilă |
| Dieter Bohlen         |  | Thomas Anders         |

În februarie 1983, Dieter compune "Was Macht Das Schon", însă are nevoie de o voce. Cineva vine de la compania muzicală Hansa din Berlinul de Vest; au un cântăreț care deja a înregistrat câteva melodii, dar niciun hit. Numele lui este Thomas Anders. Thomas zboară la Hamburg și este foarte entuziasmat de compoziția lui Dieter.
Dieter și Thomas s-au înțeles perfect de la bun început.
Dieter compune cu Thomas cântecul "Wovon Trauemst Du Denn?"; cu acest cântec ei intră în topuri. În martie și iunie 1983 au mai creat "Endstation Sehnsucht" și "Heisskalter Engel". După aceste înregistrări Dieter își ia o vacanță și pleacă în Mallorca. În această vacanță deja se gândește la noi proiecte și unul dintre ele este hitul din 1985 "You're My Heart, You're My Soul". În același timp Thomas pleacă cu prietena sa, Nora Isabell Balling în insulele Canare unde se logodesc în data de 6 august 1984.
Când cei doi revin în Germania încep imediat să lucreze la "You're My Heart, You're My Soul" și se gândesc la un proiect duo, care va fi cunoscutul Modern Talking. În octombrie 1984 cântecul este gata.
În noiembrie 1984 Thomas are un accident. Mașina sa, un Golf GTI este complet avariată, dar Thomas și Nora scapă nevătămați. După acest incident, videoclipul piesei 'You're My Heart, You're My Soul" este difuzat pentru prima dată pe canalul "Formel Eins" în data de 17 ianuarie 1985. Câteva zile mai târziu, Dieter și Thomas au fost prezentați în "Tele-Illustrierte". Hit-ul a fost pe primul loc în topurile din 35 de țări.
În martie 1985 a urmat al doilea single: "You Can Win If You Want". În anul 1985, ei au câștigat 75 de discuri de aur și platină pentru succesul lor în toată lumea, având concerte peste tot în Europa. Thomas se însoară cu Nora în data de 27 iulie 1985, în Koblenz. 
După care ei fac hit-uri celebre, ca "Cheri Cheri Lady", "Brother Louie" și "Atlantis Is Calling (S.O.S. For Love)". Thomas apare pentru prima dată cu celebrul lanț de aur cu numele soției sale, Nora, în "Cheri Cheri Lady". Nora se implică în cariera lui Thomas, devine managerul său personal. Prezența constantă a Norei devine din ce in ce mai iritabilă pentru presă, fani și pentru Dieter. Nora începe să apară pe scenă ca back-vocalist ceea ce nu a fost pe placul tuturor, îndeosebi al lui Dieter. Divergențele dintre cei trei: Dieter, Thomas și Nora au dus la destrămarea trupei în anul 1987.
După destrămarea din 1987, cei doi au continuat pe căi diferite. Dieter a înființat "Blue System" cu care a avut multe succese ("Sorry Little Sarah", "My Bed Is Too Big", " Love Suite", "Deja Vu"), iar Anders a urmat o carieră solo stabilindu-se pentru un timp în SUA împreună cu soția lui.
În ciuda experiențelor neplăcute din trecut, Dieter și Thomas au continuat să țină legătura după ce Thomas s-a reîntors în Germania. În 1998 celebrul duo s-a reunit și a produs albumul "Back For Good" care a fost numărul 1 în Germania pentru 4 săptămâni consecutiv, dar și în alte 15 țări. Au câștigat premiul World Music Awards pentru cea mai bine cotată formație germană a anului. Albumul următor "You are not alone" a avut același succes. Au urmat: "The Year Of The Dragon", "America", "Victory", "Universe".
După ce au câștigat în toată cariera 500 de discuri de aur și platină, Bohlen și Anders au decis să se despartă din nou în 2003, producând un ultim album: "The Final Album". Thomas Anders a început o carieră solo, în timp ce Dieter Bohlen își consacră timpul noilor talente.

## Discografie

### Albume
- 1985 The first album (Ariola), Let's talk about love (Hansa Records)
- 1986 Ready for romance & In the middle of nowhere (Hansa Records)
- 1987 Romantic Warriors & In the garden of Venus (Hansa Records)
- 1998 Back for good (Ariola)
- 1999 Alone (BMG International)
- 2000 2000 - Year of the dragon (BMG International)
- 2001 America (BMG International)
- 2002 Victory (BMG Entertainment|BMG)
- 2003 Universe & The Final Album (BMG Entertainment|BMG)

### Single-uri
- 1984 You're my heart, you're my soul (#1 în Germania de Vest)
- 1985 You can win if you want (#1 în Germania de Vest), Cheri Cheri Lady (#1)
- 1986 Brother Louie (#4 în Regatul Unit, #1 în Germania de Vest), Atlantis is calling (SOS for love) [#1 în Germania de Vest], Geronimo's Cadillac (#3 în Germania de Vest), Give me peace on earth (#29 în Germania de Vest)
- 1987 Jet Airliner (#7 în Germania de Vest), In 100 years (#30 în Germania de Vest)
- 1998 You're my heart, you're my soul '98 (#2 în Germania), Brother Louie '98 (#16 în Germania)
- 1999 You are not alone (#7 în Germania), Sexy Sexy Lover (#25 în Germania)
- 2000 China in her eyes (#8 în Germania), No face, no name, no number (#1 in Germania), Don't take away my heart (#41 în Germania)
- 2001 Win the Race (#5 în Germania), Last Exit to Brooklyn (#37 în Germania)
- 2002 Ready for the Victory (#7 în Germania), Juliet (#25 în Germania)
- 2003 TV makes the Superstar (#2 în Germania)

### Compilații
- 1986 The Singles Collection
- 1987 The Modern Talking Story (ediția scandinavă)
- 1988 Best Of Modern Talking, You're My Heart, You're My Soul, Romantic Dreams, Greatest Hits Mix
- 1989 Hey You, The Greatest Hits Of Modern Talking
- 1991 The Collection, You Can Win If You Want
- 1994 You Can Win If You Want (Relansare)
- 2000 You're My Heart, You're My Soul
- 2001 Selected Singles '85-'98, The Very Best Of Modern Talking
- 2002 Best Of Modern Talking (Relansare; #14 în Franța; diagramă de compilare), The Golden Years (3 CD-uri), We Still Have Dreams – The Greatest Love Ballads Of Modern Talking
- 2003 Romantic Dreams (Relansare), Let's Talking! … Best Of Modern Talking, The Final Album (2 CD-uri pentru ediția sud-africană), Greatest Hits 1984–2002 (ediția sud-coreeană)
- 2006 Nur Das Beste (Colecția 1998–2003)
- 2007 The Hits (2 CD-uri)